# Кумараджива
Кумараджива (*санскр:कुमारजीव, 334 —413) — буддистський мислитель часів династії Пізня Цінь, чернець, один з чотирьох найбільших перекладачів буддистської літератури китайською мовою.

## Життєпис
Походив з кашмірського брахманського роду, який пересилився до держави Куча. Його батько Кумараяна після прийняття чернечого постригу залишив Кашмір (Індія) і вирушив в державу Куча, де став «духовним наставником держави» (гоши). Мати Кумараджіви Джіва була молодшою сестрою володаря Куча. У 341 році Кумараджіва разом з матір'ю потрапив у монастир, де почав вивчати буддизм. У 343 році переїхав до Кашміру, де під керівництвом наставника Бандхудатти (Паньтоудадо) вивчав Трипітаку. Згодом у Кашгарі протягом року вивчав Абхидхарму. Приблизно в цей час Кумараджіва познайомився з Сур'ясомой, прихильником махаяни, під впливом якого почав вивчати доктрини шуньявади.
У 354 у Кучі прийняв чернечу обітницю. Після підкорення Кучи державою Західна Цінь був узятий в полон. У 401 році, після поразки Західної Цінь від Пізньої Цінь прибув до Чан'аня, де стає наставником імператора Яо Сіна. Завдяки діяльності Кумарадживи вплив буддизму на півночі Китаю значно посилився. Кумараджива мешкав у столиці Пізньої Цінь до самої смерті.

## Перекладацька діяльність
Розквіт творчості приходить на перебування при дворі імператора Яо Сіна. Разом зі своїми учнями переклав китайською мовою основні сутри Махаяни, тексти винаї і шастри, в загальній складності, за різними джерелами, від 300 до 425 цзюаней (сувоїв). Найбільш важливими перекладами є: «Так пінь» («Велика сутра Праджняпараміти»), «Сяо пінь» («Мала сутра Праджняпараміти»), "Цзіньган цзін" («Алмазна сутра»); «Мяофа лянь хуацзін» («Сутра Лотоса Благого Закону»), «Веймо цзецзін» («Сутра про Вімалакірті»), «Аміт цзин» («Сутра про Амітабху»), « Чжун гуаньлунь» («Шастра про серединне бачення»), «Бай лунь» («Шастра у ста віршах»), « Шиер меньлунь» («Шастра у дванадцяти брамах»), «Ченши лунь» («Шастра про осягнення істини»), «Такчжи дулунь» («Шастра Великої праджня-параміти»).
Кумараджіва реформував підхід до перекладів, завдяки чому вдалося досягти більш точної передачі сутності буддистського вчення. Згодом тексти в перекладі Кумараджіви були канонізовані.

## Філософія
Філософські погляди Кумарадживи відображені у творі «Цзюмолошень фаши даї» («Великий сенс вчення вчителя Дхарми Кумарадживи»), складеному Хуей-юанєм, а також в біографії Кумарадживи в «Ґао сенч жуань» («Життєписи гідних ченців»). Вони ґрунтуються на вченні буддистської махаянської школи Мадх'яміка. 
Кумараджива спростовував авторитет Абхідхарми як вчення, яке не відповідає шуньяваді. Вважається першим китайським патріархом школи саньлунь 三論宗 (яп. Санрон), див. Мадх'яміка у Східній Азії.